# Franco Marcoaldi
Franco Marcoaldi (Guidonia Montecelio, 21 maggio 1955) è un poeta e scrittore italiano.

## Biografia
Franco Marcoaldi è nato nel 1955 e vive da tempo sulla laguna di Orbetello. 

Nel corso degli anni ha fondato riviste (Leggere), è stato consulente di case editrici (Donzelli, Mondadori), ha scritto per il teatro (Benjaminowo e Sconcerto con Toni Servillo), per la musica (lavorando con Fabio Vacchi e Giorgio Battistelli), per la televisione (i ‘Dieci Comandamenti’ di Roberto Benigni, la serie di documentari Grand'Italia per Rai Cultura). 

Ha curato il Meridiano Mondadori di Fosco Maraini e introdotto opere di Cesare Brandi, Pierpaolo Pasolini, Beniamino Placido. Ha collaborato con il fotografo Mario Dondero e la pittrice Giosetta Fioroni. 
Nel 1995 pubblica Celibi al limbo (Einaudi), vincitore del Premio di Poesia "Paolo Prestigiacomo" (III edizione).
È autore della serie di documentari Grand'Italia - 12 ritratti di italiani che negli ambiti più diversi hanno reso grande l'Italia nel mondo - andata in onda su Rai Storia e in programmazione nel 2016 su Sky Arte.

Ha scritto libri di viaggio (Un mese col Buddha, Prove di viaggio e Viaggio al centro della provincia), saggi e romanzi (tra gli altri, Voci rubate e Il vergine). Ma il centro della sua attività è la poesia. 

Molti i suoi libri in versi, che hanno vinto i più importanti premi - dal Viareggio al Montale, dal Pavese al Brancati: ‘Mosca cieca’, Amore non Amore, L'isola celeste, Benjaminowo, Celibi al limbo, Animali in versi, Il tempo ormai breve, La trappola, Il mondo sia lodato. Il 6 maggio 2025 ha pubblicato, sempre per la collana bianca di Einaudi, Una parola ancora. Diversi suoi libri sono stati tradotti all'estero. Collabora da molti anni al quotidiano La Repubblica.

## Opere

### Poesia
- A mosca cieca, Collezione di poesia, Torino, Einaudi, 1992, ISBN 978-88-061-2834-0. (Premio Viareggio per la poesia).[2]
- Celibi al limbo, Collezione di poesia, Torino, Einaudi, 1995, ISBN 978-88-061-3832-5.
- Amore non Amore, Milano, Bompiani, 1997; nuova ed. accresciuta, Collana Passaggi, Milano, Bompiani, 2003, ISBN 978-88-452-5381-2; Amore non amore. Cento poesie, Collana Le onde n.43, Milano, La nave di Teseo, 2019, ISBN 978-88-934-4783-6.
- L'isola celeste, Collezione di poesia, Torino, Einaudi, 2000, ISBN 978-88-061-5348-9.
- Animali in versi, Collezione di poesia, Torino, Einaudi, 2006, ISBN 978-88-061-8061-4. Premio Brancati[3]
- Il tempo ormai breve, Collezione di poesia, Torino, Einaudi, 2008, ISBN 978-88-061-9170-2.
- La trappola, Collezione di poesia, Torino, Einaudi, 2012, ISBN 978-88-062-1323-7.
- Il mondo sia lodato, Collezione di poesia, Torino, Einaudi, 2015, ISBN 978-88-062-2299-4.
- Tutto qui, Collezione di poesia, Torino, Einaudi, 2017, ISBN 978-88-062-3553-6.
- Il padre, la madre, disegni di Marilù Eustachio, Le Farfalle, 2019, ISBN 978-88-980-3951-7.
- Quinta stagione. Monologo drammatico, Collezione di poesia, Torino, Einaudi, 2020, ISBN 978-88-062-4661-7.
- Animali in versi, Collezione di Poesia, Torino, Einaudi, 2022

### Narrativa
- Il vergine, Collana Letteraria, Milano, Bompiani, 1998, ISBN 978-88-452-3590-0. Premio Dessì[4]
- Benjaminowo: padre e figlio, Collana Assaggi, Milano, Bompiani, 2004, ISBN 978-88-452-1110-2.
- Sconcerto, Collana Assaggi, Milano, Bompiani, 2010, ISBN 978-88-452-6589-1.
- Baldo. I cani ci guardano, Collana L'Arcipelago n.178, Torino, Einaudi, 2011, ISBN 978-88-062-0581-2.

### Narrativa di viaggio
- Un mese col Buddha. Dal Tibet all'Engadina, Prefazione di Claudio Magris, con un testo di Gianfranco Ravasi, Collana Overlook, Milano, Bompiani, 1997, ISBN 978-88-452-3088-2; Collana Interventi, Roma, Donzelli, 2009, ISBN 978-88-798-9190-5.
- Prove di viaggio, Collana Letteraria, Milano, Bompiani, 1999, ISBN 978-88-452-4095-9. (Premio Città di Gaeta per la narrativa di viaggio)
- Viaggio al centro della provincia, Collana Stile Libero Big, Torino, Einaudi, 2009, ISBN 978-88-061-9471-0.

### Saggi
- Voci rubate. Canetti, Jünger, Berlin, Hrabal, Cioran, Edelman, Paz, Collana Gli struzzi n.461, Einaudi, Torino, 1993, ISBN 978-88-061-3400-6.
- Gaetano Cipolla. Carte a proposito di Seneca, Collana Arte, Lubrina-LEB, 2005, ISBN 978-88-776-6318-4.
- F. Marcoaldi-Ferdinando Scianna, Di bestie e di animali, Collana In parole, Contrasto, 2017, ISBN 978-88-696-5711-5.
- Una certa idea di letteratura. Dieci scrittori per amici, Collana Saggine n.308, Roma, Donzelli, 2018, ISBN 978-88-684-3807-4.

### Curatele
- Fosco Maraini, Pellegrino in Asia. Opere scelte, Collana I Meridiani, Milano, Mondadori, 2007, ISBN 978-88-045-6239-9.
- F. Marcoaldi-Tomaso Montanari, Cento luoghi di-versi. Un viaggio in Italia, Collana Varia, Roma, Istituto Enciclopedia Italiana-Treccani, 2020, ISBN 978-88-120-0871-1. [antologia di 100 poesie]